# شهرستان یانگشان
یانگشان (به لاتین: Yangshan County) یک شهرستان در جمهوری خلق چین است که در کینگوان واقع شده‌است.